# Bernard King
Bernard King (ur. 4 grudnia 1956 na Brooklynie w Nowym Jorku) – amerykański koszykarz, występujący na pozycji niskiego skrzydłowego w lidze NBA. Uczestnik spotkań gwiazd NBA, wybierany do składów najlepszych zawodników ligi, członek koszykarskiej galerii sław.
Karierę koszykarską rozpoczął w 1977 roku, kiedy to został wybrany z 7 numerem draftu przez New Jersey Nets. Po dwóch sezonach trafił do Utah Jazz, gdzie spędził ledwie rok. Następnie był zawodnikiem Golden State Warriors, które opuścił po dwóch latach gry. W 1982 roku został graczem New York Knicks. Spędził tam najdłuższy okres kariery, liczący pięć sezonów. 
W sezonie 1983/1984 zajął drugie miejsce w głosowaniu na MVP fazy zasadniczej.
W 1987 został jako wolny gracz podpisał kontrakt z Washington Bullets. Po czterech latach gry w stolicy Stanów Zjednoczonych doznał poważnej kontuzji i zawiesił karierę. Wznowił ją na część sezonu 1992/1993, kiedy to był zawodnikiem New Jersey Nets, przez których został wybrany w drafcie.
W NBA występował również jego młodszy brat – Albert.

## Osiągnięcia

### NCAA
- Uczestnik turnieju NCAA (1976, 1977)
- Mistrz sezonu regularnego konferencji Southeastern (SEC – 1977)
- 3–krotny zawodnik roku konferencji Southeastern (1975–1977)[11]
- Wybrany do:
  - I składu All-American (1977)[12]
  - II składu All-American (1976)[12]
- Lider NCAA w skuteczności rzutów z gry (1975)
- Uczelnia zastrzegła należący do niego numer 53

### NBA
- 4-krotny uczestnik meczu gwiazd NBA (1982, 1984–1985, 1991)[1]
- Wybrany do:
  - I składu:
    - NBA (1984, 1985)[2]
    - debiutantów NBA (1978)[13]

  - II składu NBA (1982)[2]
  - III składu NBA (1991)[2]
  - Koszykarskiej Galerii Sław im. Jamesa Naismitha (Naismith Memorial Basketball Hall Of Fame - 2013)[3]
- Lider:
  - strzelców sezonu zasadniczego (1985)[14]
  - play-off w średniej zdobytych punktów (1984)[15]
- Laureat nagrody NBA Comeback Player of the Year Award (1981)[16]
- Zawodnik:
  - miesiąca NBA (styczeń 1981, Luty 1984)[17]
  - tygodnia NBA (4.01.1981, 20.12.1981, 5.02.1984, 25.11.1984, 31.01.1988, 13.01.1991)[18]

### Rekordy
Stan na 20 stycznia 2017, na podstawie, o ile nie zaznaczono inaczej.
Klubu Knicks
- najwyższa średnia punktów w:
  - sezonie regularnym (32,89 – 1984/85)
  - karierze podczas play-off (31)
  - w pojedynczym sezonie play-off (34,75 – 1984)